# Driftvärnet
Driftvärnet var i Sverige mellan åren 1944 och 2005 den del av Hemvärnet, som hade till uppgift att skydda myndighets eller företags egna anläggningar och egen verksamhet och fick inte utan medgivande av myndigheten eller företaget användas för andra uppgifter. Den danska motsvarigheten kallas Virksomhedshjemmeværnet.

## Historik
Driftvärnet bildades 1944 vid Byggnads- och reparationsberedskapen (BRB). Driftvärn bildades därefter snabbt vid samhällsviktiga instanser som Postverket, Televerket, Statens Vattenfallsverk och Statens Järnvägar. Driftvärn fanns också vid Försvarets materielverk och Sveriges Radio, med flera instanser.
I takt med att hotbilden mot landet ändrades, främst på grund av att det kalla kriget upphörde, samtidigt som många av instanserna med driftvärn bolagiserades eller privatiserades, minskade intresset för driftvärnet. Detta fick som följd att organisationen sjönk från cirka 20 000 personer år 1990 till cirka 1 500 personer år 2004.
Inför försvarsbeslutet 2004 föreslogs det av Regeringen Persson att bland alla förändringar inom Försvarsmakten att Driftvärnet skulle avvecklas, detta på grund av organisationens minskade betydelse samt att den kostade pengar att driva och underhålla.
Sommaren 2005 lades därför driftvärnet ner vid en ceremoni vid Hemvärnets stridsskola (HvSS). Den kvarvarande personalen övergick då till Hemvärnet.